# スカイワース
スカイワース・グループ（中国語: 创维集团、英語: Skyworth Group）は、中華人民共和国広東省深圳市に本社を置く総合家電メーカーグループである。
日本では

## 歴史
1988年に創維実業有限公司の社名で設立された。
1990年、テレビのリモコンの製造業に正式に参入した。
1992年、カラーテレビやVCD、DVD、ホームシアター、衛星放送受信機を製造するため、スカイワース・グループを香港に設立した。
1993年、創維集団与中国（深圳）彩電総公司および中国電子器件工業総公司との合弁会社として、深圳創維RGB電子有限公司を設立した。
1995年、中国で最高の企業イメージとして「AAA」の栄誉を獲得した。
1996年、宝安区にある創維電子城に3億元を投資し、生産を開始した。
2000年、スカイワース・デジタル（創維数字）が香港証券取引所のメインボードに上場し、数10億香港ドルを調達した。
2003年、本社を新築したスカイワースビル（創維大廈）に移転した。
2006年、中国初の国家標準ハンドヘルドデジタルモバイルテレビが当社で誕生し、世界初の3G-USB LCDテレビと画面変更技術が当社で誕生した。また、中国初の記録可能なテレビを開発した。同年6月19日、ロゴを変更した。
2009年、第26回ユニバーシアード組織委員会の執行局と契約を結び、同じく深圳市にある第26回ユニバーシアードのスポンサーとなった。
2017年、VR事業を開始した。

## 日本での展開
2000年代初頭、釧路市に本社を置くマルセンクリーニングのグループ会社と業務提携し、札幌市に本社を置くスカイワースジャパンを設立。日本国内での販売を開始したが、事業不振により撤退した。
2019年11月6日、株式会社VR JapanがVRゴーグル「SKYWORTH S1」の国内正規販売代理店となり、同年12月20日より販売を開始。当初、このVRゴーグルは中国国内でのみ販売されていたが、「SKYWORTH S1」は同社のグローバル戦略の一環として、日本市場へのVR事業の初進出となった。
2025年2月21日、OPPOブランドのスマートフォンなどを展開するオウガ・ジャパンが販売代理店となり、『SKYWORTH Japan』ブランドでテレビ事業に参入。チューナーレススマートテレビ「Smart TVシリーズ」3製品をKDDIが独占販売し、2月21日（金）より順次発売された。また、これに伴いSKYWORTHの日本公式サイトが開設され、製品情報の提供やサポート対応が開始された。

## 主な製品
- テレビ
- 音響機器
- VR
- プロジェクタ
- セットトップボックス
- 冷蔵庫
- 洗濯機
- エアコン
- 浄水器
- レンジフード
- ガスストーブ
- 給湯器
- 無菌箱